# Незыгарь
«Незыгарь» — анонимный канал в мессенджере Telegram, публикующий новости и аналитику на политические темы. По состоянию на октябрь 2022 года имеет 399 тысяч подписчиков; в июле 2023 года — 333 тысяч подписчиков.

## Описание
Название «Незыгарь» отсылает к имени журналиста и политолога Михаила Зыгаря, автора книги «Вся кремлёвская рать», и «намекает на вхожесть авторов в кремлёвские кулуары». Также название указывает, что от публикаций в канале ожидается нечто прямо противоположное позиции Зыгаря:262. Связь с каналом сам Зыгарь отвергает.
Главная тема публикаций — закулисная жизнь российской политики — например, он пишет о противостояниях между различными ведомствами и возможных отставках чиновников.
Канал позиционирует себя как публикующий данные кремлёвских инсайдеров. При этом по состоянию на 2017 год из приведённых инсайдов об отставках и перестановках чиновников подтвердились лишь несколько. По данным издания «Проект», «Незыгарь» использует новости с сайтов федеральных газет и аналитику из общедоступных источников вроде блога политолога Татьяны Становой и сайта Московского центра Карнеги, а видимость использования инсайдеров является обманом.
«Проект» пишет, что аудитория канала — «элита (чиновники, интеллигенция и журналисты)», в том числе чиновники, имеющие потребность в инсайдах. Информация из «Незыгаря» часто получала широкое распространение, на неё ссылались СМИ. Например, не имевшая отношения к действительности новость «Незыгаря» о планах Владимира Путина уже в 2018 году изменить конституцию цитировалась в эфире «Эха Москвы». «Коммерсантъ FM» сообщало, что по данным СМИ некоторые публикации в «Незыгаре» обсуждали в правительстве и Государственной думе, а региональные чиновники читают его, чтобы следить за федеральными трендами.
По данным «Проекта», на 2018 год пост в «Незыгаре» свыше ста слов стоит 1,5 биткоина (около 630 тыс. рублей на момент получения информации), пост меньше — 0,008 биткоина за каждое слово, а пакет из трех публикаций продаётся за три биткоина; информация размещается без пометки о рекламности.
16 августа 2024 году Минюст России внёс «Незыгаря» вместе с телеграм-каналами «Сирена» и «Brief» в список «иностранных агентов». В качестве владельца канал был указан Дмитрий Владимирович Коваленко.

## Поиск владельца
Канал «Незыгарь» породил вопрос о том, кто является его владельцем и автором. Так, в январе 2017 года на телеканале «Россия-24» вышло интервью с человеком в балаклаве, который был представлен как автор канала, в доказательство чего, как утверждают ведущие, этот человек создал опрос в канале. При этом позднее в «Незыгаре» появился пост с отрицанием того, что это было интервью с реальным автором канала.
В 2017 году эксперт Фонда развития гражданского общества Станислав Апетьян написал, что авторы «достаточно качественно разбираются в подобных вопросах, к этим сферам причастны, но это совсем не значит, что они находятся непосредственно внутри системы. Скорее всего, это профильные журналисты или эксперты».
В июне 2017 году журналист Олег Кашин опубликовал расследование, согласно которому автором канала является Дмитрий Коваленко, директор департамента стратегического планирования и управления проектами «Реновы». Кашин утверждает, что установил соответствие автора Telegram-канала «Незыгарь», имевшего адрес russica, с владельцем Instagram-аккаунта russica, а последнего — с Коваленко. Для этого он использовал данные, опубликованные в этих каналах, вроде мероприятий компании «Ренова», фотографии с которых размещены в Instagram-аккаунте russica и на которых был Коваленко, а также совпадений во вре́менном изменении времени публикации в «Незыгаре» с командировкой Коваленко в Доминиканскую Республику. Коваленко отверг информацию о его авторстве «Незыгаря».
В декабре 2017 года блогер Илья Варламов опубликовал информацию о продаже «Незыгаря» за 20 млн рублей компании «Михайлов и партнёры», основанной генеральным директором ТАСС Сергеем Михайловым. Представители компании заявили, что она не является владельцем канала.
В 2018 году издание «Проект» опубликовало расследование об анонимных Telegram-каналах за авторством Михаила Рубина. В нём утверждалось, что владельцем «Незыгаря» является Владислав Клюшин — помощник первого заместителя главы администрации президента Алексея Громова, владелец компании «М 13» и подрядчик Администрации президента России, разработавший для неё систему мониторинга СМИ «Катюша». Связь «Незыгаря» с Клюшиным объясняется со ссылкой на неуказанных инсайдеров, определивших его по появлению в «Незыгаре» информации с совещаний в администрации Хакасии во время избирательной кампании Виктора Зимина на выборах главы Хакасии 2018 года. В 2019 году Московский городской суд обязал «Проект» удалить информацию об этом.
14 июля 2023 года в Москве по подозрению в вымогательстве силовики задержали бывшего полковника ФСБ Михаила Полякова. По данным Baza, его связывают с телеграм-каналами «Кремлевская прачка» и «Незыгарь».

## Лингвистический анализ
Учёные Санкт-Петербургского государственного университета, доктор филологических наук Владимир Коньков и кандидат филологических наук Марина Маевская, провели анализ речевой специфики канала за период с февраля 2017 года по февраль 2018 года и предполагают, что его могли вести разные люди. Они отмечают, что речевое поведение Незыгаря определяется характером мобильной платформы — тексты должны быть годными для быстрого потребления с экрана телефона. В 2018 году речь Незыгаря определяется авторами как утилитарная, привязанная к конкретным пространственно-временным координатам, синтаксис прост, слова используются в своём словарном значении, а их автором является человек, незнакомый с профессиональной речевой работой; в то же время в 2017 году «язык автора был иным: присутствовала ирония, ощущалась смысловая глубина подачи материала, существовал подтекст»:263.